# 鄭洞國
鄭洞國（1903年1月13日—1991年1月27日），字桂庭，湖南石门人，中华民国國民革命軍陸軍中將。
郑洞国早年毕业于黄埔军校第一期，曾参加北伐战争。后在国民革命军中担任团长、旅长、师长等职务，参加长城抗战。抗日战争期间，担任第二师师长、第五军荣誉第一师师长、新编第一军军长、中国驻印军副总指挥等职。第二次国共内战期间，担任东北保安司令部副司令、东北剿总副总司令、第一兵团司令官、吉林省政府主席。1948年10月，在长春围困战彈盡援絕被迫向東北人民解放军投降。中华人民共和国成立后，担任中央人民政府水利部参事、中华人民共和国国防委员会委员、全国政协常委、民革中央副主席等职。

## 生平

### 早年经历

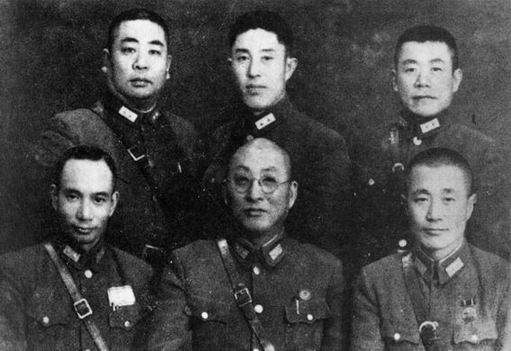
1933年长城抗战的國民革命軍第十七軍部分将领在1942年冬的重慶補拍合影。前排左起黃杰、徐庭瑶、杜聿明；后排左起刘嘉树、郑洞国、邱清泉。

郑洞国七岁起在父亲启蒙下读《论语》等书，后进入私塾读四书五经。1917年入石门中学附属小学，两年后升入石门中学。在校期间，参加五四运动，与同学一起上街宣传。1922年从石门中学毕业后，到本县磨市乡小学执教，一年后赴长沙考入湖南省商业专门学校就读。1924年，考入黃埔軍校第一期，同年十一月畢業，担任黄埔军校教导第一团第二营四连党代表。1925年2月，參加国民革命军東征战役，在淡水战斗中参加奋勇队，登城击溃守敌:49-50；在营党代表阵亡后，升任第三营党代表。次年三月，担任第一军第三师八团第一营营长。
1926年10月，郑洞国参加北伐战争，在何应钦指挥下入闽作战。永定之战中，郑洞国指挥第一营果断坚决、勇猛顽强，受到嘉奖:81-84。11月，升任第八团团长后，随军北上进攻浙江和江苏:87。8月，担任徐州警备司令部参谋长，后调任第九军教导团团长。1928年北伐战争结束后，改任第二师第五旅十团团长:107。此后，先后随军参加蒋桂战争、蒋唐战争和中原大战。
1931年底，担任南京警卫第一师第二旅四团团长，后担任第二师独立旅旅长，参加围剿鄂豫皖苏区:129。此后，改任第二师四旅旅长，驻洛阳。1933年，率部北上参加长城抗战，在古北口抗击日军近两月，于南天门一线的激战中，给日军以重创。1934年，参加对中央苏区第五次围剿战争，此后追击红军至芷江地区，次年升任第二師師長，驻防徐州、蚌埠地区。

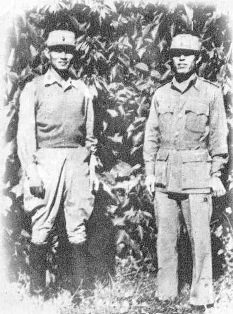
郑洞国和孙立人（左）在缅甸前线

### 抗日战争时期
中國抗日戰爭初，郑率部投入平汉路保定会战，此后转移至林县地区与日军进行游击战争，曾袭击安阳城及机场:184。1938年3月，又率军参加台儿庄战役，与友军合力击溃日军第十师团濑谷支队，后参加了武汉会战。升任第十七军副军长。又调任第三十七军（军长黄国梁）副军长。1938年底升任第九十八军军长。后调任新编第十一軍（后改番号为第五军）副軍長兼荣誉第一师师长:227，他加强训练、严明纪律，使部队的战斗力得以提升:229。1939年12月，第五军开赴桂南参加昆仑关战役，担负主攻任务，郑洞国亲临火线指挥，连续攻克罗塘、411高地、界首等重要据点，并两次攻入昆仑关，击毙第二十一旅团长中村正雄少将。战争结束后，升任新编第十一军军长。参加枣宜会战之后，担负宜昌以西、宜都以北地区的防御任务。

#### 派駐印度
1943年秋季，郑洞国調為中國駐印軍新一軍軍長，其後升任駐印軍副總指揮。黃仁宇正是於這個時段擔任他的新一军的参谋。然而，部隊的指揮權主要握在史迪威手中。10月下旬，在列多的新22师和新38师主力乘车到达胡康河谷边缘，驻印军缅北反攻战正式开始。经过血战之后，新38师于12月29日攻克于邦。随后在新38师的配合下，新22师于1944年3月5日攻克孟关。后来两师合作攻下瓦鲁班。1944年4月，获得增援的中国驻印军与麦瑞尔突击队开始进攻密支那，经过三个月的进攻后，攻克密支那。8月，新一军扩编为新一军和新六军两个军，新一军军长孙立人，新六军军长廖耀湘，郑洞国升任驻印军副总指挥，成立副总指挥部。10月16日，中国驻印军继续进攻，12月15日攻克八莫。1945年1月15日，新一军攻克南坎，并继续前进，于1月27日畹町附近的芒友与中国远征军会师。此后，新一军继续攻占新维、腊戍、西保、南燕、皎麦等市镇。1945年6月国民党第六次全国代表大会上，郑洞国当选候补中央执行委员:385。8月，郑洞国任陆军第三方面军副司令。9月9日，郑洞国参加了中国战区日军投降签字仪式:388。
他於1944年於印度境內修建了中華民國駐印軍蘭伽公墓。

### 第二次国共内战时期
1946年1月，郑洞国应杜聿明的邀请到达东北，任东北保安司令部副司令长官，代理因病就医的杜聿明的职务。郑洞国到任后，指挥国民革命军沿北宁路疾进，先进入苏军撤出的沈阳，此后攻占鞍山、营口、辽阳、抚顺等地。5月，担任前敌总指挥，率领新六军及七十一军、五十二军各一部北上，参加四平战役，又进占长春、吉林等地，与东北民主联军隔松花江对峙。8月，又指挥部队进攻热河，攻占大部分城镇。
1947年7月13日，鄭洞國代理東北保安司令長官職務，原長官杜聿明7月8日因病離職:8383。8月，改任东北行辕副主任。12月21日，東北行轅副主任鄭洞國飛抵南京，謁蔣介石報告東北軍事，請示機宜:8473。12月24日，飛返瀋陽:8473。1948年1月，他任新成立的东北剿匪总司令部副总司令。3月，他兼任第一兵团司令和吉林省政府主席，率军坚守长春。1948年5月，長春被中国人民解放军东北野战军第一兵团包圍，长春围困战开始。24日，解放军攻占长春大房身机场，切断了长春与沈阳的空中联系。5月30日，林彪召集东北局、东北军区负责人会议，会议决定对长春采取围困方针，并决定了围困及严密封锁长春之部署。6月底，郑洞国组织了战时粮食管制委员会，并颁布《战时长春粮食管制暂行办法》，规定市民自留口粮数量只许维持3个月，其余按限定价格卖给市政府以保证守军需求，否则一旦查获将没收粮食并严惩。守军在城内抢夺民粮，有不少人因此病饿死亡。
9月12日，辽沈战役开始。10月2日，蒋介石飞抵沈阳召开军事会议，命郑洞国趁机率部突围。10月7日至8日，郑洞国集中新三十八师等两个师组织了一次试探性突围攻击，攻击长春以西的大房身机场方向独立第6师阵地，受到解放军阻击:507-508。10月15日，解放军攻占锦州，国军10万余人全数被歼。同日，蒋介石亲抵沈阳，向郑洞国空投手令，命其率六十军，新七军立即突围:510。在军事压力和中共争取下，10月17日夜，曾泽生率六十军三个师共26,000余人倒戈，解放军控制长春东区。10月19日清晨，新七军放下武器，长春全部被解放军占领，只有郑洞国兵团总部机关和特务团固守中央银行大楼。兵团副参谋长杨友梅与解放军联络，提出“抵抗”一、二日後再投降。10月20日晚11时，郑洞国向蒋介石发出诀别电报。10月21日凌晨4时，在一阵朝天开枪后，兵团总部举白旗投降。郑洞国意欲自杀，但手枪已被取走，他被部下簇拥到一楼大厅面见解放军。郑洞国最终表示，同意放下武器听候处理:527。

### 中华人民共和国成立后
1952年6月，郑洞国从上海迁往北京，任中央人民政府水利部参事。后历任中华人民共和国国防委员会委员，第三、四届全国政协委员，第五、六、七届全国政协常务委员，民革第五、六、七届中央副主席，黄埔军校同学会副会长。1991年1月27日凌晨3时30分，郑洞国因病醫治無效，在北京去世，享年88歲。

## 家庭
- 长子：郑安飞
- 长媳：焦俊保[18]
- 长子长孙：郑建邦，现任第十四届全国人大常委会副委员长；中国国民党革命委员会中央委员会主席，曾任第十三届全国政协副主席[19]

## 評價
- 黃仁宇於自傳《黃河青山》中，回憶他當鄭洞國副官的經歷，稱讚鄭洞國「謙遜、對部下慷慨」。